# Blake Bashoff
Blake Warren Bashoff est un acteur de cinéma américain né le 30 mai 1981 à Philadelphie, Pennsylvanie.

## Carrière
En 1998, il joue le rôle de Todd Robinson dans le film Les naufragés du Pacifique, aux côtés de Jane Seymour et David Carradine.
Blake Bashoff est apparu en tant qu'invité dans de nombreuses séries télévisées au cours des années 2000. Ses rôles les plus notables sont :
- 1995 : Max zéro malgré lui : Gordy
- 1998 : Les Naufragés du Pacifique : Todd Robinson
- 2001 - 2003 : Amy : Eric Black
- 2002 : FBI : Portés disparus : Patrick McCullough
- 2003 : Boston Public : Joseph O'Shea
- 2004 : Charmed : Duncan
- 2004 : Les Frères Scott : Gary
- 2005 : Numb3rs : Ethan
- 2006 : NCIS : Enquêtes spéciales : Josh Cooper
- 2006 - 2008 : Lost : Les Disparus : Karl Martin
- 2010 : Grey's Anatomy : Elliott Meyer (saison 6, épisode 16)

En 2002, il fait une courte apparition dans Minority Report, de Steven Spielberg.
En 2008, il tient le rôle de Moritz dans la comédie musicale L’Éveil du Printemps , Le Nouveau Musical (Broadway puis Première Tournée Américaine ) , basée sur la pièce de théâtre éponyme du dramaturge allemand Frank Wedekind.